# Вересожа
Вересожа — річка в Білорусі, у Наровлянському районі Гомельської області. Права притока Жолоні, (басейн Прип'яті).

## Опис
Довжина річки 12 км, похил річки 2,1  м/км, площа басейну водозбору 84,2  км². Формується притокою, декількома безіменними струмками, загатами та частково каналізована.

## Розташування
Бере початок на північно-східній околиці села Боровичи. Спочатку тече переважно на північний захід через Окопи, Угли, потім тече на північний схід і впадає у річку Жолонь, праву притоку Прип'яті.

## Притоки
- Грязлива[1] (ліва).

## Цікавий факт
- Річка розташована у Поліському державному радіаційно-екологічному заповідник.